# La Labor (Aguascalientes)
La Labor es una localidad del estado mexicano de Aguascalientes. Es parte del municipio de Calvillo.

## Demografía
| Gráfica de evolución demográfica |
|                                  |

| Censo | Población |
| ----- | --------- |
| 1900  | 1 266     |
| 1910  | 585       |
| 1921  | 206       |
| 1930  | 484       |
| 1940  | 595       |
| 1950  | 583       |
| 1960  | 944       |
| 1970  | 1 242     |
| 1980  | 1 553     |
| 1990  | 1 939     |
| 2000  | 1 846     |
| 2010  | 1 988     |
| 2020  | 2 051     |